# Hugo Grenier
Hugo Grenier (født 23. marts 1996 i Montbrison, Frankrig) er en professionel tennisspiller fra Frankrig.